# マット・ストーン
マシュー・リチャード・“マット”・ストーン（Matthew Richard Stone、1971年5月26日 - ）はアメリカ合衆国の監督、俳優、脚本家、アニメーター、作曲家、歌手、声優。
トレイ・パーカーと共に『サウスパーク』を手掛けるクリエイターであり、サウスパークに登場するカイル・ブロフロフスキーはストーンに因んだキャラクターだといわれている。またロックバンド「DVDA」のメンバーとしてボーカル、ドラム、ベースを担当して音楽活動も行っている。

## 人物
1971年5月26日、アメリカ合衆国南部のテキサス州に住むユダヤ系アメリカ人の一家に生まれる。ユダヤ教徒の家系に生まれたが、ミュージカル作品『ブック・オブ・モルモン』製作時のインタビューで15歳の時にリチャード・ドーキンスの影響を受けてからは無神論であると語っている。後にコロラド州に移住し、コロラド大学ボルダー校に入学して映画と数学を専攻していた。その際、映画の授業で知り合った2歳年上のトレイ・パーカーと友人になり、一緒に映画製作を行うようになる。
1992年にパーカーを初めとした映画仲間と制作会社「ジ・アヴェンジング・コンシャンス」（the Avenging Conscience）を設立、社名は仲間内で駄作として嫌われていたD・W・グリフィスの同名映画から名付けられた。同年にストーンはパーカーとの最初の作品として短編アニメーション『イエスキリストvs雪だるま』（Jesus vs. Frosty）を製作した。切り絵アニメーション、子供達を主役にしたブラックジョーク、劇中歌、さらに作者二人が自ら声優を務めるなど後年の『サウスパーク』の原型ともいえる内容になっている。
1993年、パーカーの発案でミュージカル映画の予告編と称して、コロラド州の食人（カニバリズム）事件を題材にした歌を登場人物達が踊る短編映画「アルフレッド・パッカー・ザ・ミュージカル」（Alferd Packer: The Musical）を製作した。作品は大学内で話題になり、自信を得た二人は同作を長編映画として製作する事を決意した。制作会社のメンバーと家族や友人など方々に映画製作の為の出資を頼んで回り、最終的に12万5000ドルの制作費を集めた。1994年、完成した「アルフレッド・パッカー・ザ・ミュージカル」の本編はコロラド大学で試写会が行われた後、サンダンス映画祭に応募された。受賞はしなかったが、MTVで作品が紹介されるなど一定の注目は集めた。
1996年、映画配給会社との契約が結ばれて「アルフレッド・パッカー・ザ・ミュージカル」は「カンニバル! THE MUSICAL」に改題の上で公開され、カルト映画としてコロラド州の映画館で上映された。題材となった事件がコロラド州外ではあまり知られていなかった事から、全米での知名度を得るには至らなかったが、映画を評価したコメディ・セントラルから番組制作を依頼された。1997年、パーカーらと『イエスキリストvs雪だるま』をベースにした切り絵アニメーション『サウスパーク』を制作した。
『サウスパーク』は5度にわたるエミー賞を受賞するなど風刺アニメとして高い評価を受け、2019年現在までに23シーズンが放送されている。2011年にはサウスパーク内でも創始者ジョセフ・スミスが風刺に使われた末日聖徒イエス・キリスト教会（モルモン教）を題材にしたミュージカル「ブック・オブ・モルモン」を制作、トニー賞を受賞した。

## 主な作品
- American History （1991）
- The Spirit of Christmas: Jesus vs. Frosty（1992）
- カンニバル! THE MUSICAL Cannibal! The Musical（1994）
- The Spirit of Christmas: Jesus vs. Santa（1995）
- サウスパーク South Park（1997–現在）TVアニメシリーズ
- オーガズモ Orgazmo（1997）
- ベースケットボール/裸の球を持つ男 BASEketball（1998）（出演のみ）
- サウスパーク/無修正映画版 South Park: Bigger, Longer & Uncut（1999）
- That's My Bush!（2001）TVシリーズ
- チーム★アメリカワールドポリス Team America: World Police（2004）

## マイケル・ムーアとの確執
2002年、マイケル・ムーア監督の映画『ボウリング・フォー・コロンバイン』が公開された。この映画は1999年4月20日に発生したコロンバイン高校銃乱射事件に題材を取ったノンフィクション・ドキュメンタリー作品である。事件のあったコロンバイン高校はマット・ストーンがリトルトンで暮らしていた家と近いこともあり彼はこの作品中インタビューを受けている。インタビューでは特にリトルトンで暮らしていたころの話、また社会からの疎外感を持ちそのような犯行に及んだ犯人についても多く言及していた。
同作品中にサウスパークと酷似したアニメのパートがありそれはトレイ・パーカーとマット・ストーンによるものだとムーアはほのめかしていたが、アニメ部分を担当してくれというムーアの申し出をトレイとマットは実際断っており事実とは異なる。彼らはそのことに対し怒りを表明し、後に製作した映画『チーム★アメリカワールドポリス』に登場した自爆テロリストをムーアに見立てている。その自爆テロリストは作品の中でインタビューを受ける国民にチームアメリカのことを悪くいうようにさせていた。ムーアとの確執をインタビューで聞かれるとストーンは「あいつをそんなに嫌ってはいない。」と述べていた。